# Eren Derdiyok
Eren Derdiyok (n. 12 iunie 1988) este un fotbalist elvețian de origine turcă, care evoluează la clubul turc din Süper Lig Kasımpaşa și la echipa națională de fotbal a Elveției.

## Goluri internaționale

### U-21
| #  | Data              | Stadion             | Oponent           | Scor | Rezultat | Competiția                                          |
| -- | ----------------- | ------------------- | ----------------- | ---- | -------- | --------------------------------------------------- |
| 1. | 22 august 2007    | Kortrijk, Belgium   | Belgia            | 0–2  | 1–2      | Meci amical                                         |
| 2. | 8 septembrie 2007 | Wohlen, Elveția     | Macedonia de Nord | 1–0  | 1–1      | Preliminariile Campionatului European Under-21 2009 |
| 3. | 12 octombrie 2007 | Fredrikstad, Norway | Norvegia          | 2–1  | 2–1      | Preliminariile Campionatului European Under-21 2009 |
| 4. | 16 octombrie 2007 | Tallinn, Estonia    | Estonia           | 0–1  | 0–4      | Preliminariile Campionatului European Under-21 2009 |
| 5. | 16 octombrie 2007 | Tallinn, Estonia    | Estonia           | 0–2  | 0–4      | Preliminariile Campionatului European Under-21 2009 |
| 6. | 17 noiembrie 2007 | Delemont, Elveția   | Estonia           | 1–0  | 5–0      | Preliminariile Campionatului European Under-21 2009 |
| 7. | 17 noiembrie 2007 | Delemont, Elveția   | Estonia           | 4–0  | 5–0      | Preliminariile Campionatului European Under-21 2009 |
| 8. | 5 iunie 2009      | Wil, Elveția        | Armenia           | 1–0  | 2–1      | Preliminariile Campionatului European Under-21 2011 |

### Natională
| #  | Data              | Stadion              | Oponent       | Scor | Rezultat | Competiția                                                    |
| -- | ----------------- | -------------------- | ------------- | ---- | -------- | ------------------------------------------------------------- |
| 1. | 6 februarie 2008  | London, England      | Anglia        | 1–1  | 2–1      | Meci amical                                                   |
| 2. | 9 septembrie 2009 | Riga, Latvia         | Letonia       | 2–2  | 2–2      | Calificările pentru Campionatul Mondial de Fotbal 2010 (UEFA) |
| 3. | 10 august 2011    | Vaduz, Liechtenstein | Liechtenstein | 1–0  | 1–2      | Meci amical                                                   |
| 4. | 11 octombrie 2011 | Basel, Elveția       | Muntenegru    | 1–0  | 2–0      | Preliminariile Campionatului European de Fotbal 2012          |
| 5. | 26 mai 2012       | Basel, Elveția       | Germania      | 1–0  | 5–3      | Meci amical                                                   |
| 6. | 26 mai 2012       | Basel, Elveția       | Germania      | 2–0  | 5–3      | Meci amical                                                   |
| 7. | 26 mai 2012       | Basel, Elveția       | Germania      | 3–1  | 5–3      | Meci amical                                                   |
| 8. | 14 noiembrie 2012 | Sousse, Tunisia      | Tunisia       | 1–0  | 2–1      | Meci amical                                                   |

## Statistici carieră
| Club             | Sezon   | Total competiție | Total competiție | Total competiție | Total competiție | Total competiție |
| Club             | Sezon   | Meciuri          | Minute jucate    | Min per joc      | Goluri           | Pase de gol      |
| ---------------- | ------- | ---------------- | ---------------- | ---------------- | ---------------- | ---------------- |
| BSC Old Boys     | 2005–06 | 18               | 1024'            | 56.9'            | 10               | 4                |
| FC Basel U21     | 2006–07 | 17               | 1101'            | 64.8'            | 10               | 5                |
| FC Basel         | 2006–07 | 8                | 220'             | 27.5'            | 1                | 0                |
| FC Basel         | 2007–08 | 36               | 1914'            | 53.1'            | 10               | 6                |
| FC Basel         | 2008–09 | 17               | 1183'            | 69.6'            | 6                | 5                |
| Club Total       |         | 96               | 5442'            | 56.7'            | 37               | 20               |
| Echipe naționale |         |                  |                  |                  |                  |                  |
| Elveția U19      | 2006–07 | 7                | 464'             | 66.2'            | 7                | 2                |
| Elveția U21      | 2007–   | 5                | 433'             | 86.6'            | 7                | 1                |
| Elveția          | 2008–   | 8                | 337'             | 42.1'            | 1                | 3                |
| Total naționale  |         | 20               | 1234'            | 61.7'            | 15               | 6                |
| Total carieră    |         | 116              | 6676'            | 57.6'            | 52               | 26               |

## Palmares
Echipe
Basel
- Super League (Elveția): 2007–08
- Cupa Elveției: 2007–08
- Uhrencup: 2008

Individual
Basel
- Tânărul fotbalist al anului în Super League (Elveția): 2007–08